# 热带鱼
熱帶魚是20世紀發展出來的觀賞魚分類，一般是產自南美洲、非洲和東南亞等熱帶或亞熱帶的小型、色彩斑斕的魚，由於需要較高和較穩定的水溫，飼養時一般需要調溫設施。相對於冷水性魚種如金魚、錦鯉，熱帶魚經人類豢養觀賞之歷史較短，也經常發現新品種進入觀賞魚市場。

## 分類
了解各魚種之生物分類，有助於消費者掌握其體型與習性之可能特徵，篩選符合需求之觀賞魚種；惟依據觀賞魚定義，所有現存魚類皆有可能成為觀賞魚。為簡化例示，並避免與魚類分類學相關條目或列表內容過於重複，茲以輻鰭魚綱、真骨下綱之骨鰾總目與棘鰭總目為範圍，以總目、目、科為分類，列舉觀賞魚市場常見熱帶魚商品如下（各目依演化順序排序，並保留尚未舉例部分）：

### 骨鰾總目Ostariophysi

#### 鯉形目Cypriniformes

##### 沙鰍科Botiidae
- 大刺色鰍，俗名Tiger Botia、虎沙鰍、三間鼠

##### 鯉科Cyprinidae
- 斑馬魚，Danio rerio，Zebra Danio
- 白雲金絲魚，白雲山魚，White Cloud Mountain Minnow
- 異形波魚，Trigonostigma heteromorpha，俗名三角燈
- 長身繐唇䰾，Crossocheilus oblongus，俗名白玉飛狐
- 網紋繐唇䰾，Crossocheilus reticulatus，俗名小猴飛狐
- 四帶無鬚魮，Puntius tetrazona，俗名四間鯽、虎皮魚、Tiger Barb
- 玫瑰無鬚魮，Puntius conchonius，俗名玫瑰鯽
- 櫻桃無鬚魮，Puntius titteya，俗名櫻桃燈
- 丹尼氏無鬚魮，Sahyadria denisonii，常見異名Puntius denisonii，俗名一眉道人
- 紅尾黑鯊，Lebeo Bicolor

##### 食藻鰍科Gyrinocheilidae
- 湄公食藻鰍，Gyrinocheilus aymonieri，俗名青苔鼠

#### 脂鯉目Characiformes

##### 脂鯉科Characidae
- 霓虹脂鯉，Paracheirodon innesi，俗名日光燈
- 阿氏霓虹脂鯉，Paracheirodon axelrodi，俗名紅蓮燈
- 紅帶半線脂鯉，Hemigrammus erythrozonus，俗名紅燈管
- 馬魮脂鯉，Hyphessobrycon eques，俗名紅旗
- 史氏魮脂鯉，Hyphessobrycon sweglesi，俗名紅衣夢幻旗
- 紅吻半線脂鯉，Hemigrammus rhodostomus，俗名紅鼻剪刀

##### 鯪脂鯉科Prochilodontidae
- 條尾真唇脂鯉，俗名飛鳳

#### 電鰻目Gymnotiformes

##### 線翎電鰻科Apteronotidae
- 線翎電鰻，俗名黑魔鬼

#### 鯰形目Siluriformes

##### 美鯰科Callichthyidae
- 波鰭兵鯰，Corydoras panda，俗名熊貓鼠

##### 甲鯰科Loricariidae
- 黑線巴拉圭鯰，Panaque nigrolineatus，俗名哥倫比亞白金皇冠豹

### 棘鰭總目Acanthopterygii

#### 銀漢魚目Atheriniformes

##### 虹銀漢魚科Melanotaeniidae
- 薄唇虹銀漢魚，Melanotaenia praecox，俗名電光美人

#### 鶴鱵目Beloniformes
又稱頜針魚目。

##### 異鱂科Adrianichthyidae
- 青鱂魚，Oryzias latipes，俗名稻田魚

#### 鯉齒目Cyprinodontiformes
又稱鱂形目。

##### 花鱂科Cyprinodontidae
- 孔雀花鱂，Poecilia reticulata，俗名：孔雀魚、Guppy
- 茉莉花鱂，Poecilia latipinna，俗名：Sailfin Molly、茉莉魚、摩利魚、瑪麗魚
- 黑花鱂 Poecilia sphenops俗名：Molly，黑茉莉魚、黑摩利魚、黑瑪麗魚
- 諾門孔燈鱂，Poropanchax normani，俗名：藍眼燈
- 劍尾魚 Xiphophorus hellerii，俗名：Swordtail、紅劍魚、青劍魚
- 花斑劍尾魚，Xiphophorus maculatus，俗名Platy、紅球魚、小紅豆、紅太陽、紅茶壺

#### 魨形目Tetraodontiformes

##### 四齒魨科Tetraodontidae
- 黑帶龍脊魨，Carinotetraodon travancoricus，俗名巧克力娃娃

#### 鱸形目Perciformes

##### 擬松鯛科Datnioididae
- 美擬松鯛，俗名粗紋泰國虎
- 小鱗擬松鯛，俗名印尼虎

##### 麗魚科Cichlidae
又稱慈鯛科。
- 拉氏小噬土麗鯛，Mikrogeophagus ramirezi，俗名荷蘭鳳凰，是短鯛的一種
- 血鸚鵡，Blood Parrot
- 花羅漢魚
- 神仙魚，高鰭魚屬之泛稱
- 七彩神仙魚，盤麗魚屬之泛稱
- 地圖魚，Oscar
- 英麗魚，俗名Severum、黑菠蘿
- 雙斑伴麗魚，俗名Jewelfish、紅寶石魚、珠寶魚

##### 沼口魚科Helostomatidae
- 接吻魚，Kissing Gourami

##### 絲足鱸科Anabantidae
- 蓋斑鬥魚，Macropodus opercularis，Paradise fish
- 泰國鬥魚，Betta Splendens

##### 鱧科Channidae
- 布氏鱧，俗名七彩雷龍